# Rose McGowan
Rose Arianna McGowan (n. 5 septembrie 1973, Certaldo, Toscana, Italia) este o actriță și cântăreață americană.

## Filmografie
| An   | Titlu                       | Rol               | Note                                                             |
| ---- | --------------------------- | ----------------- | ---------------------------------------------------------------- |
| 1992 | Encino Man                  | Nora              | Aka California Man                                               |
| 1995 | The Doom Generation         | Amy Blue          | Nominalizare—Independent Spirit Award for Best Debut Performance |
| 1996 | Bio-Dome                    | Denise            |                                                                  |
| 1996 | Kiss & Tell                 | Jasmine Hoyle     |                                                                  |
| 1996 | Scream                      | Tatum Riley       |                                                                  |
| 1997 | Going All the Way           | Gale Ann Thayer   |                                                                  |
| 1997 | Seed                        | Miriam            | Film scurt                                                       |
| 1997 | Nowhere                     | Valley Chick #3   | Cameo cu Shannen Doherty                                         |
| 1997 | Lewis and Clark and George  | George            |                                                                  |
| 1998 | Southie                     | Kathy Quinn       |                                                                  |
| 1998 | Phantoms                    | Lisa Pailey       |                                                                  |
| 1998 | Devil in the Flesh          | Debbie Strand     | Aka Dearly Devoted                                               |
| 1999 | Jawbreaker                  | Courtney Shayne   | Nominalizare—MTV Movie Award for Best Villain                    |
| 1999 | Sleeping Beauties           | Sno Blo           | Film scurt                                                       |
| 2000 | Ready to Rumble             | Sasha             |                                                                  |
| 2000 | The Last Stop               | Nancy             |                                                                  |
| 2001 | Strange Hearts              | Moira Kennedy     | Aka Roads to Riches                                              |
| 2001 | Monkeybone                  | Miss Kitty        |                                                                  |
| 2002 | Stealing Bess               | Debbie Dinsdale   | Aka Vacuums                                                      |
| 2006 | The Black Dahlia            | Sheryl Saddon     |                                                                  |
| 2007 | Grindhouse – Planet Terror  | Cherry Darling    | Nominalizare—Saturn Award for Best Supporting Actress            |
| 2007 | Grindhouse – Death Proof    | Pam               |                                                                  |
| 2008 | Fifty Dead Men Walking      | Grace Sterrin     |                                                                  |
| 2010 | Machete                     | Boots McCoy       | Scene șterse                                                     |
| 2010 | Dead Awake                  | Charlie Scheel    |                                                                  |
| 2011 | Conan the Barbarian         | Tamara            |                                                                  |
| 2011 | Rosewood Lane               | Sonny Blake       |                                                                  |
| 2014 | The Tell-Tale Heart         | Ariel             |                                                                  |
| 2014 | Rise of the Lonestar Ranger | Madeline          |                                                                  |
| 2014 | Dawn                        | Regizor/Scenarist | Film scurt                                                       |

| An           | Titlu                             | Rol                       | Note                                                     |
| ------------ | --------------------------------- | ------------------------- | -------------------------------------------------------- |
| 1990         | True Colours                      | Suzanne                   | Episodul: "Life with Fathers"                            |
| 2001         | What About Joan?                  | Maeve McCrimmen           | Episodul: "Maeve"                                        |
| 2001         | The Killing Yard                  | Linda Borus               | Film                                                     |
| 2001–2006    | Charmed                           | Paige Matthews            | 112 episoade Family Television Award for Favorite Sister |
| 2005         | Elvis                             | Ann-Margret               | Miniserial                                               |
| 2009         | Nip/Tuck                          | Dr. Theodora 'Teddy' Rowe | 5 episoade                                               |
| 2011         | Law & Order: Special Victims Unit | Cassandra Davina          | Episodul: "Bombshell"                                    |
| 2011         | The Pastor's Wife                 | Mary Winkler              | Film                                                     |
| 2013–2014    | Once Upon a Time                  | Young Cora                | 2 episoade                                               |
| 2014–prezent | Chosen                            | Josie Acosta              | Rolul principal                                          |

| An   | Titlu                | Rol          | Note |
| ---- | -------------------- | ------------ | ---- |
| 2005 | Darkwatch            | Tala         |      |
| 2009 | Terminator Salvation | Angie Salter |      |

| An   | Titlu           | Rol                       | Note |
| ---- | --------------- | ------------------------- | ---- |
| 2013 | Doctor Lollipop | Dr. Coco, Red Riding Hood |      |